# ルナ1958B
ルナ1958B、またはルナE-1 No.2はソビエト連邦のルナ計画における2番目の月探査機である。打上げに失敗し、目的の月面衝突は達成されなかった。4機のルナE-1シリーズの2番機である。

## 概要
ルナ1958Bは重量361 kgの球形。予定では地球より観測しやすいように、機体より1 kgのナトリウムを放出して彗星のように光らせることとなっていた。
1958年10月11日、ルナ1958Bはバイコヌール宇宙基地ガガーリン発射台よりルナ8K72ロケットに搭載されて打上げられた。
打上げより104秒後、ロケットのブースターによる共振が発生、ロケットは分解した。3週間前に打上げられたルナ1958Aと同じ原因であった。